# Ende (Kategorientheorie)
Im mathematischen Teilgebiet der Kategorientheorie ist ein Ende ein spezieller Limes.

## Definition
Es seien {\displaystyle {\mathcal {C}};{\mathcal {D}}} Kategorien, {\displaystyle {\mathcal {C}}^{\mathrm {op} }} die zu {\displaystyle {\mathcal {C}}} duale Kategorie und schließlich {\displaystyle F\colon {\mathcal {C}}^{\text{op}}\times {\mathcal {C}}\to {\mathcal {D}}} ein Funktor.
Ein Ende von {\displaystyle F} ist ein Paar {\displaystyle (E;\pi )},
bestehend aus einem Objekt {\displaystyle E\in \operatorname {Ob} ({\mathcal {D}})} und einer {\displaystyle \operatorname {Ob} ({\mathcal {C}})}-indizierten Familie von Pfeilen {\displaystyle \pi _{X}\colon E\to F(X,X)}, Projektionen genannt, derart, dass für alle Objekte {\displaystyle X,Y\in \operatorname {Ob} ({\mathcal {C}})} und Morphismen {\displaystyle h\in {\mathcal {C}}(X,Y)} das Diagramm
{\displaystyle {\begin{array}{ccc}\quad E&\xrightarrow {\quad \pi _{X}\quad } &\!F(X,X)\\\scriptstyle \pi _{Y}{\Big \downarrow }&&\quad {\Big \downarrow }\scriptstyle F(X,h)\\F(Y,Y)&{\xrightarrow[{F(h,Y)}]{}}&F(X,Y)\end{array}}}
kommutiert. (Kurz: {\displaystyle \pi } ist eine dinatürliche Transformation {\displaystyle \Delta E\to F}.)
Ein Ende ist zudem universell, das heißt für jedes alternative {\displaystyle E'}
mit entsprechenden Projektionen {\displaystyle \pi '_{X}\colon E'\to F(X,X)} gibt es einen eindeutig bestimmten Pfeil {\displaystyle k\colon E'\to E}, sodass {\displaystyle \pi _{X}\circ k=\pi '_{X}} für alle {\displaystyle X\in \operatorname {Ob} ({\mathcal {C}})} gilt.

## Notation
Eine gebräuchliche Schreibweise für ein Ende von {\displaystyle F\colon {\mathcal {C}}^{\text{op}}\times {\mathcal {C}}\to {\mathcal {D}}} ist
{\displaystyle E\cong \int _{X\in {\mathcal {C}}}F(X,X)}.

## Beispiel
Für lokal kleine Kategorien {\displaystyle {\mathcal {C}},{\mathcal {D}}} seien Funktoren {\displaystyle F,G\colon {\mathcal {C}}\to {\mathcal {D}}} gegeben.
Die Menge der natürlichen Transformationen von {\displaystyle F} nach {\displaystyle G} ist nun gerade ein Ende des Funktors
{\displaystyle T\colon {\mathcal {C}}^{\text{op}}\times {\mathcal {C}}\to \mathbf {Set} }, der durch {\displaystyle T(X,Y)={\mathcal {D}}(FX,GY)} erklärt ist, wobei {\displaystyle {\mathcal {D}}(-,-)} den Hom-Funktor von {\displaystyle {\mathcal {D}}} bezeichne.
Obiges Diagramm ist hier
{\displaystyle {\begin{array}{ccc}\quad E&\xrightarrow {\quad \pi _{X}\quad } &\!{\mathcal {D}}(FX,GX)\\\scriptstyle \pi _{Y}{\Big \downarrow }&&\quad {\Big \downarrow }\scriptstyle {\mathcal {D}}(FX,Gh)\\{\mathcal {D}}(FY,GY)&{\xrightarrow[{{\mathcal {D}}(Fh,GY)}]{}}&{\mathcal {D}}(FX,GY).\end{array}}}
Die Projektionen des Endes ordnen jeder natürlichen Transformation {\displaystyle \psi \in E} eine Komponente {\displaystyle \psi _{X}=\pi _{X}(\psi )\in {\mathcal {D}}(FX,GX)}
zu. Auf der Ebene der Elemente von {\displaystyle E} sagt das Diagramm also aus, dass für Komponenten {\displaystyle \psi _{X}} und {\displaystyle \psi _{Y}}
{\displaystyle Gh\circ \psi _{X}=\psi _{Y}\circ Fh}
gilt. Die Universalität stellt sicher, dass {\displaystyle E} alle natürlichen Transformationen enthält.
Dieses Beispiel kann auch als eine Definition von natürlichen Transformationen interpretiert werden. Die Definition ist
in dieser Form leicht auf angereicherte Kategorien und Funktoren verallgemeinerbar.